# أوزيماندياس (واتشمن)
أوزيماندياس هو شخصية خيالية في دي سي كومكس،صنفته موقع آي جي إن في المرتبة 21 في قأئمة أهم 100 شرير.